# バンバラ語
バンバラ語 (バンバラご、bamanankan, bambara) は、アフリカ大陸西部のマリ共和国付近で話されるマンデ語派に属する言語である。ISOコードは"bm"である。
バンバラ語は、類型論的にはSOV（主語-目的語-動詞）型に分類されるが、より正確にはSAuxOVX語順（主語-助動詞-直接目的語-動詞-その他）である（後述）。また、マンデ系言語の多分に漏れず声調言語であり、高/低の2段階からなる複数の語彙声調（lexical tones）を持つ。

## 言語名別称
- バマコ語（Bamako）
- バマナンカン、バマナンカン語（Bamanankan）
- バマナ語（Bamana）

## 言語系統
バンバラ語はマンデ語派西マンデ語に含まれ、中でも話者数において主要なグループであるマンディング諸語と呼ばれる近縁言語群の一角を成す。マンディング諸語には主に、バンバラ語の他に、マリの多様なキタ・マニンカ語、コートジボワールやブルキナファソのジュラ語、セネガルとガンビアのマンディンカ語、ギニア東部とマリのマニンカ語が含まれる。わけてもジュラ語はバンバラ語に非常に近い。
これらマンディング諸語は方言連続体の様相を呈している。各方言間の地理的境界は不明瞭であり、最も遠い変種であっても一般的に母語話者同士で相互理解が可能であるとみなされている。
マンデ語派はニジェール・コンゴ語族に含まれるとする説も存在する。
（マンディング諸語の詳細については当該記事も参照のこと）

## 使用状況
バンバラ語はマリ共和国の主要言語の1つである。なお、2000年におけるマリの民族構成は、バンバラ人が約3割を占めていた。その他にもブルキナファソ、ギニア、セネガル、ギニアビサウ、リベリアなどで話されており、西アフリカでリングア・フランカないし貿易言語として広く使用されている。
マリ共和国においては公用語の地位にある。マリにおけるバンバラ語の使用域は広く、バフラベの東150 kmから、バマコ、セグーをまたぎ、ジェンネ、モプティまで広がっている。母語話者は420万人であり、これはマリ国民の大多数（46%）を占める。加えて、約1000万人（82%）が第二言語として話しており、合計1400万人以上、マリ総人口の約80%がこの言語を話している。特にバマコ東部、南部、北部は、バンバラ語の母語話者、すなわちバンバラ族のアイデンティティを持つ人々の人口密度が最も高い地域であり、最も広く話されている。この地域（特にセグー）は、彼らがマンディング族の他グループから分岐し、バンバラ族が成立した歴史的な土地であるとする説明が根強い。バンバラ語はラジオやテレビといった放送で用いられる言語でもあり、辞書や学習環境、並びに重要な文献の存在もバンバラ語の勢力を補強している。
フランス語が「教養語」として優位に立っていることにより、バンバラ語による文字文学の発展はゆるやかなものでしかないが、王や英雄の物語を主とする口承文学が豊富に存在する。これらは、主にグリオ (バンバラ語：jeli/複数形：jeliw) によって伝えられている。彼らは、ストーリーテリング、賛歌、歴史書を兼備し、長きに渡って歌謡と朗読の技芸を生業として研鑽してきた。これらの歌の多くは非常に古く、マリ帝国時代にまで遡ると考えられている。
軍事クーデター以前、バンバラ語はマリで国語に指定されていた数ある言語のうちの一つに過ぎなかった。しかし、2023年に新憲法が有権者の過半数によって承認されて以降、国内で話されている他の12の言語とともに、バンバラ語は共同公用語としての公的地位を持つに至った。

## 音韻論

### 音節構造
バンバラ語は開音節言語であり、CVないしVの音節構造を取ると解釈される。しかし、実際の発話においては語中母音消失が頻繁に発生し、複数の音節が1つの音節のように発音される。

### 子音
|            |            | 両唇音 | 歯茎音 | 硬口蓋音 | 軟口蓋音 | 声門音 |
| ---------- | ---------- | ------ | ------ | -------- | -------- | ------ |
| 鼻音       | 鼻音       | m      | n      | ɲ        | ŋ        |        |
| 破裂音     | 無声       | p      | t      |          | k        |        |
| 破裂音     | 有声       | b      | d      |          | ɡ        |        |
| 歯擦音     | 無声       |        |        | c        |          |        |
| 歯擦音     | 有声       |        |        | j        |          |        |
| 摩擦音     | 無声       | f      | s      |          |          | h      |
| 摩擦音     | 有声       |        | z      |          |          |        |
| ふるえ音   | ふるえ音   |        | r      |          |          |        |
| 接近音     | 接近音     |        |        | j        | w        |        |
| 側面接近音 | 側面接近音 |        | l      |          |          |        |

各音素は、一部の例外を除いて単一の音声として現れるが、多少の異音が許容される。
- /w/：両唇接近音

日本語の「わ」のように発音されることが基本であるが、例外として、単末尾で複数形マーカーとして用いられる場合は母音[u]の音価を持つ。
- /s/：歯茎～硬口蓋摩擦音

日本語の「さ」のように発音されることが最も多いが、「し」のように[ʃ] と発音される場合や、「ざ」のように[z]と発音される場合もある。
- /g/:有声軟口蓋破裂（摩擦）音

日本語の「が」のように発音される。日本語同様、語中において摩擦化して[ɣ]となる場合がある。語頭では [gʷ] と発音される場合もある。

### 母音
|          | 前舌 | 中舌 | 後舌 |
| -------- | ---- | ---- | ---- |
| 狭母音   | i    |      | u    |
| 半狭母音 | e    |      | o    |
| 半広母音 | ɛ    |      | ɔ    |
| 広母音   |      | a    |      |

上記7母音が基本となり、長母音-短母音、口母音-鼻母音がそれぞれ対立する。

### 声調
バンバラ語には二段階のピッチ（高・低）からなる声調（高・低・昇）が存在する。次の文を参照されたい。
Sa
蛇
tɛna
しないだろう
sa.
死ぬ
「蛇は死なないだろう」
一見すると「蛇」も「死ぬ」も全く同じ語形に見える。しかし、声調をそれぞれ 高( ́ ) 低( ̀ ) 昇 ( ̌ )で表すと：
Sá
蛇
tɛ́nà
しないだろう
sǎ.
死ぬ
「蛇は死なないだろう」
"sa(蛇)"の声調は「高」であり、"sa(死ぬ)"の声調は「昇」である。このように、両者は声調のみによって区別されるミニマル・ペアである。

## 文字

### ラテン文字
現在、マリで27文字からなるラテン文字（ローマ字）正書法のみが公認されている。
| バンバラ語アルファベット | バンバラ語アルファベット | バンバラ語アルファベット | バンバラ語アルファベット | バンバラ語アルファベット | バンバラ語アルファベット | バンバラ語アルファベット | バンバラ語アルファベット | バンバラ語アルファベット | バンバラ語アルファベット | バンバラ語アルファベット | バンバラ語アルファベット | バンバラ語アルファベット | バンバラ語アルファベット | バンバラ語アルファベット | バンバラ語アルファベット | バンバラ語アルファベット | バンバラ語アルファベット | バンバラ語アルファベット | バンバラ語アルファベット | バンバラ語アルファベット | バンバラ語アルファベット | バンバラ語アルファベット | バンバラ語アルファベット | バンバラ語アルファベット | バンバラ語アルファベット | バンバラ語アルファベット |
| ------------------------ | ------------------------ | ------------------------ | ------------------------ | ------------------------ | ------------------------ | ------------------------ | ------------------------ | ------------------------ | ------------------------ | ------------------------ | ------------------------ | ------------------------ | ------------------------ | ------------------------ | ------------------------ | ------------------------ | ------------------------ | ------------------------ | ------------------------ | ------------------------ | ------------------------ | ------------------------ | ------------------------ | ------------------------ | ------------------------ | ------------------------ |
| A                        | B                        | C                        | D                        | E                        | Ɛ                        | F                        | G                        | H                        | I                        | J                        | K                        | L                        | M                        | N                        | Ɲ                        | Ŋ                        | O                        | Ɔ                        | P                        | R                        | S                        | T                        | U                        | W                        | Y                        | Z                        |
| a                        | b                        | c                        | d                        | e                        | ɛ                        | f                        | g                        | h                        | i                        | j                        | k                        | l                        | m                        | n                        | ɲ                        | ŋ                        | o                        | ɔ                        | p                        | r                        | s                        | t                        | u                        | w                        | y                        | z                        |

ラテン文字表記はフランス植民地時代に始まり、1967年に最初の正書法が正式に導入された。これには、国際アフリカアルファベット（IAIアルファベット、アフリカ諸言語向けにラテン文字を拡張した表音文字体系）の文字が使用されている。古くはè（現"ɛ"）、ò（現"ɔ")と綴られた。口蓋鼻音は現在では"ɲ"と綴られるが、古くは二重音字"ny"と綴られた。現在、"ny"の綴りは単純に鼻母音+軟口蓋接近音/y/の組み合わせのみを表す。1966年のバマコスペリング協定以降、軟口蓋鼻音は"ŋ"と表記されるが、初期の出版物では"ng"または"nk"と転写されることがままあった。

#### 子音字
マリ公式のバンバラ語表記には、20の子音字が存在する。そのうち"q"、"v"、"x"は、異言語の単語を直接借用する際に使用される。

#### 母音字
母音字"a" "e" "ɛ" "i" "o" "ɔ" "u"が使用されている（IPAの同等の文字で近似的に表記している）。長母音の表記については、母音を2つ重ねることで表現される。

#### 声調
マリで作成された出版物では、声調が書かれることはほとんどないが、声調を表記する必要がある場合には、ダイアクリティカルマーク（ ́ ̀ ̌ ）が使用されることもある（複数の作法が存在するため、混乱を避けるため、語学書、学術論文等では冒頭または奥付にて凡例が示されることが多い）。

### ンコ文字
ンコ文字は、西アフリカのマンディング諸語の表記体系として1949年にソロマナ・カンテによって考案された文字である。通常、右から左に書かれる。「ンコ（ߒߞߏ N'Ko）」とは、全てのマンディング諸語で「（私は）言う」を意味する。カンテは、「アフリカ人は文化のない人々である」という認識に応じる形でンコ文字を開発した。それまで、彼の言語にはアフリカ固有の表記体系はなかった。ンコ文字は、まずカンテの故郷であるギニアはカンカンのマニンカ語圏周辺で強力な使用者基盤が築かれ、そこから西アフリカの他のマンディング語圏に普及した。
先述の通り、バンバラ語は声調言語であり、声調の変化によって単語の意味が変わる (bá = 母親 / bǎ = ヤギ)。ンコ文字では、母音の長短と声調を表示する記号（母音上部に置かれる）と、鼻音化を表示する記号 (母音下部に置かれる) が組み合わせられる。また、これを流用して、マンデ系言語に存在しない子音を明示するために、子音にダイアクリティカルマークを組み合わせた文字が使用されることもある。
詳細は当該記事を参照のこと。

### マサバ文字

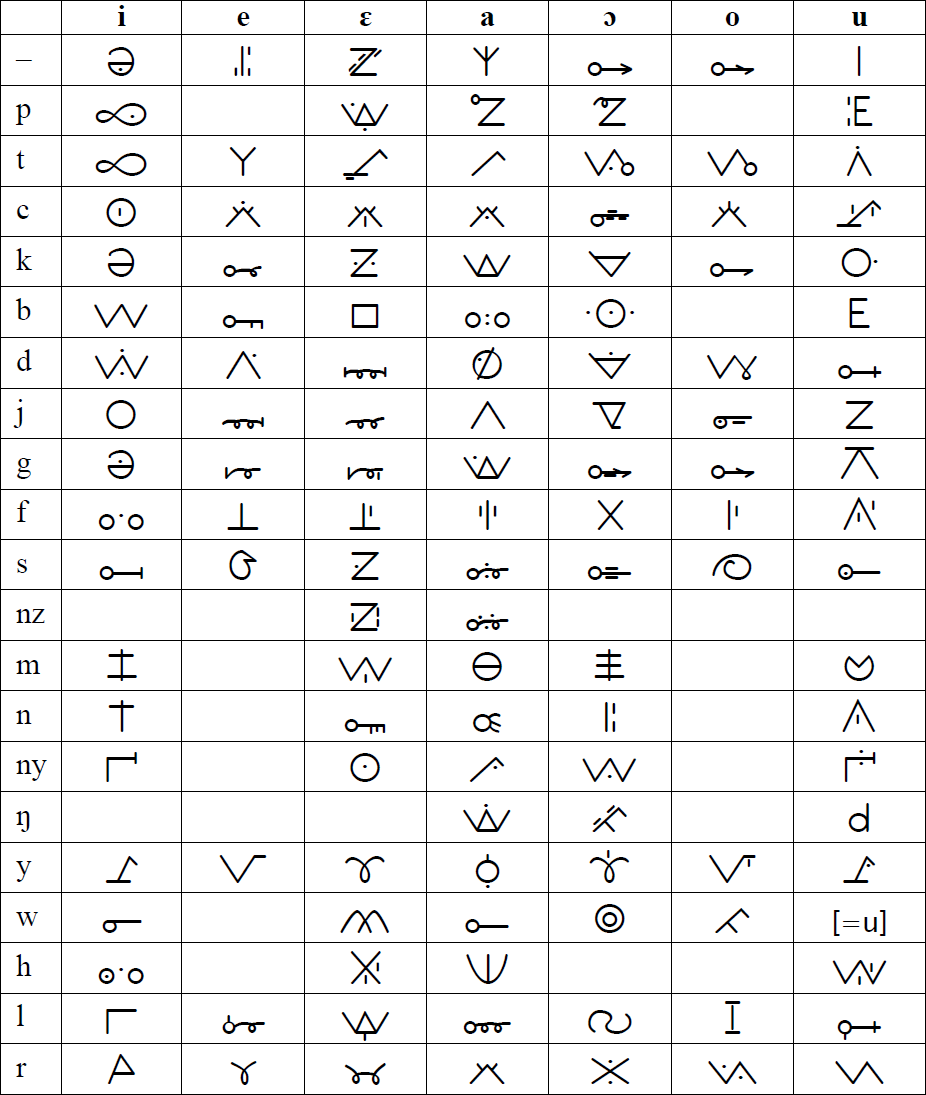
マサバ文字

1930年代初頭、アサティエマラのウォヨ・クルバイ（Woyo Couloubayi,1910-1982）によって、カアルタ地方で古代バンバラ文字に基づき123文字からなるマサバ文字なる音節文字が開発された。"Ma-Sa-Ba"はクルバイが好んだ文字順序にちなむ（c.f. 日本語『あかさたな』『いろは』）。マサバ文字はダイアクリティカルマークを使用して、声調、長短、鼻音化など母音の種類を指定する。
他の表記体系との関連について決定的な証明はなされていないが、マサバ文字はバンバラ語の伝統的な図像を参考にしていると見られる。また、リベリアのヴァイ文字や、ホズ（現在のモーリタニアの第一地域）で使用されているアラビア文字系の秘伝文字といくつかの共通点がある。
マサバ文字の使用については不明な点が多く、議論には注意を要する。1978年の時点で、マサバ文字はマリのニオロ・デュ・サエル圏のいくつかのコミュニティで、経理、個人的な文通、ムスリムの祈りの記録に限定的に使用されていたとされるが、確認できる資料は一つしかなく、現在の使用状況および普及状況は不明である。オーストラリアの人類学者Piers Kelly氏は、この文字について評価するには現地調査が必須であると指摘している。

## 文法
以下に基礎的なバンバラ語の文法事項を概説する。特記なき限り、ここでは声調をそれぞれ 高(無標) 低( ̀ ) 昇 ( ̌ )で表す。例文中の声調は省略する。

### 語順
バンバラ語の基本語順は、類型論的には日本語と同じS-O-V型（主語-目的語-動詞）に分類されるが、より具体的にはS-Aux-O-V-X型（主語-述語マーカー-助動詞-直接目的語-動詞-間接目的語または状況陳述に関する語）という複雑な語順を取る。これはマンデ系言語に共通の特色である。

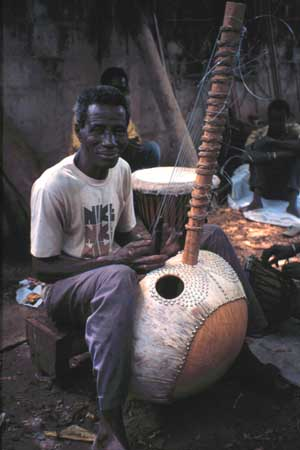
コラを演奏する男性

例文：
Sidiki
シディキ(人名)
ye
～した
kɔra
コラ(楽器名)
finman
黒い
di
与える
Nakayama
ナカヤマ(人名)
ma.
に
→「シディキはナカヤマに黒いコラを与えた」

### 代名詞

#### 人称代名詞
|      | 一人称 | 二人称 | 三人称 |
| ---- | ------ | ------ | ------ |
| 単数 | n/nè   | i/e    | à/àle  |
| 複数 | an/anw | a/aw   | ǔ/òlu  |

それぞれ左が非強調形、右が強調形である。三人称代名詞は非人称の指示代名詞（それ・それら）としても使用可能。

#### 指示代名詞
|      | 近称         | 遠称         |
| ---- | ------------ | ------------ |
| 単数 | nǐn (ǐn)     | ǒ            |
| 複数 | nìnnu (nùnu) | nìnnu (nùnu) |

指示代名詞は冠詞（この、あの、その、どの）として使用可能。前置修飾が基本だが、形容詞として後置修飾も可能。

### 述語マーカー

#### TAM標識
バンバラ語の基本的な動詞文には、時制（Tense）・相（Aspect）・法（Mood）を司る無活用の助動詞が置かれる。これはTAM標識（TAM markers）と呼ばれている。肯定文・否定文の極性（Polarity）を宣言する役割も担っており、これを併せてTAMP標識（TAMP markers）やPM標識（PM markers）等とも呼ばれる。
|      | 完了 | 不完了 | 不確実未来 | 確実未来 |
| ---- | ---- | ------ | ---------- | -------- |
| 肯定 | ye   | bɛ     | bɛnà       | nà       |
| 否定 | ma   | tɛ     | tɛnà       | ‐        |

- Sidiki ye kɔra di Nakayama ma.  →「シディキはナカヤマにコラを与えた（現在完了）」

- Sidiki bɛ kɔra di Nakayama ma. →「シディキはナカヤマにコラを与える（現在～近い未来）」

- Sidiki bɛna kɔra di Nakayama ma.  →「シディキはナカヤマにコラを与えるだろう（蓋然性の低い未来）」

- Sidiki na kɔra di Nakayama ma.  →「シディキはナカヤマにコラを与える（蓋然性の高い未来）」

#### 否定文
バンバラ語の動詞は、日本語における「未然形+ない（東日本）、へん（関西）、ぬ、ん」のような特定の否定要素を持たない。否定文は、諸標識の否定形（ma, tɛ等）を用いることで表現される。ただし、未来のTAM標識"na"には否定形が存在せず、"bɛna"の否定形たる"tɛna"で兼用される。

#### 過去時制
過去時制は、過去の助動詞 "tǔn"を先行させることで表現される。
- Sidiki tun ye kɔra di Nakayama ma.  →「シディキはナカヤマにコラを与えた（過去完了）」

- Sidiki tun bɛ kɔra di Nakayama ma.  →「シディキはナカヤマにコラを与えた（単純過去）」

自動詞は肯定完了形を持つため、yeを必要としない。
- Sidiki taara. →「シディキは行った（現在-完了-肯定）」

- Sidiki tun taara.  →「シディキは行った（過去-完了-肯定）」

肯定完了形は動詞によって三種類存在する（"-ra"、"-na"、"-la"）。
否定文の完了形は存在しないため、他動詞同様"ma"を使用する。
- Sidiki tun ma taa.  →「シディキは行かなかった（過去-完了-否定）」

#### "ka/kàna"
「～すべきである」といった幅広い意味を持つ助動詞である。文型として、"An ka 動詞"で「さあ～しようじゃないか」といった勧誘の意味を表す。また、否定形"kana"が二人称文に付くことで「～するな」という禁止のモダリティを表現することができる。

##### "ka/man"
形容詞的動詞（後述）の標識。形容詞的動詞は文法上動詞として振る舞うが、意味上は形容詞であるため、完了・不完了といった相を持たない。過去時制は表現可能であり、通常の動詞と同様に"tun"を伴う。
- Kɔra in ka finman.  →「このコラは黒い」

- Kɔra in tun ka finman.  →「このコラは黒かった」

### 動詞
動詞には、先述の肯定完了形に加え、いくつかの活用形が存在する。バンバラ語は膠着語であるため、屈折は無く、単純に接辞で制御される。
- -len（鼻音の後ではnen） ：過去分詞（結果相など）

- -tɔ ：現在分詞

- -ta ：未来分詞（～可能である、～することになる）

- -li（鼻音の後ではni） ：動名詞

- -ra/la/na ：肯定完了形（自動詞のみ）
- kà  ：不定詞　 動詞に先行して"ka 動詞"の形をとることで不定形として扱われ、多様な用法を持つ。

バンバラ語の動詞には、間接目的語の格や副詞的な意味を内包するものも多い。
- bɔ：来る（後続する間接目的語は奪格となり、"bɔ X"で『Xから来る』を意味する）

- kɔ̌n：最初に行う

- dèli：したことがある、する習慣がある

- fàma：長い事していぬ

- tìlen：一日にわたる

### 名詞節

#### 性
文法的性はない。性別を明示する際は、男性を意味する接尾辞"-kɛ"または"-cɛ"、女性を示す接尾辞"-muso"を付加することで示される（例：den（子供）→denkɛ（息子）、denmuso（娘））

#### 数
複数であることを明示する場合は、接尾辞"-w"で示される。これは発音上は/u/であり（ほとんどの場合低音）、鼻母音のあとでは順行同化を来して/nu/となることもある（nin-w>/ninu, ninnu/）。
kɔra
コラ
→
kɔraw
コラ(複)

修飾語（形容詞等）が係っている場合、その修飾語の方に"-w"が付く
kɔra
コラ
finman
黒い
→
kɔra
コラ
finmanw
黒い(複)

ただし、文脈から複数であることが明瞭である場合は不要である。
○kɔra
コラ
caman
多い
△kɔra
コラ
camanw
多い(複)

#### 属格表現
属格（日本語『の』に相当）の表現方法は二種類存在する。

譲渡可能な所有物は後置詞"ka"で示される。
Sidiki
シディキ
ka
の(所有)
kɔra
コラ

他方、家族や身体など、譲渡不可能な所属対象は、単純な並列によって示される。
Sidiki
シディキ
fa
父
「シディキの父」

### 定冠詞
バンバラ語には後置型の定冠詞（c.f. 英語"the"）が存在するが、形態論的にはゼロ（-∅ꜜ）である。ダウンステップを伴い、その単語ないし後続する単語が声調変化を来す。そのため、見かけ上は声調変化だけが定冠詞の役割を担っているように見える。

音声上、下降や上昇下降の声調として現れる。ここではこれを便宜的にサーカムフレックス（̂）で示す。
Mùsó
女
tɛ́
いない
yàn
ここに
→
Mùsó-∅ꜜ
彼女
tɛ̂
いない
yàn
ここに
À
彼
má
しなかった
fàlí
ロバ
bùgɔ̀.
殴る
→
À
彼
má
しなかった
fàlî-∅ꜜ
そのロバ
bùgɔ̀
殴る

#### 起源
遠称の指示代名詞"ǒ"（あの）から派生した定冠詞"*-ò"（現在も近縁のマルカ語、マンディンカ語、カソンケ語などに見られる）が消失し、その声調だけがダウンステップとして残ったものと考えられる。

### 形容詞
無活用であり、名詞節を後置修飾する。

### 形容詞的動詞
術語に揺れがあり、文献によって"quality verb" "stative verb" "manner verb"など一定しない。ここでは便宜的に形容詞的動詞と呼称するものとする。これらは形容詞的な用法を持つ動詞であり、コピュラ"ka/man"（それぞれ肯定/否定）を伴って述語として使用できる（『述語マーカー』の項に詳述）。文中での振る舞いはあくまで動詞であるため、そのままでは名詞を修飾できず、その際は"-man"を付して連体形を作る必要がある（若干の不規則活用あり）。

### コピュラ群

#### "ye/tɛ"
最も普通なコピュラであり、英語のbe動詞と同様に、主語と主格補語の間に置かれる。否定形は"ma"ではなく"tɛ"である点に注意。
N
私
ye
～である
Zapɔnka
日本人
ye.
(補語)
「私は日本人だ」
N
私
ye
～である
ko
～という
Nakayama.
ナカヤマ
「私はナカヤマと言う」

#### "dǒn/tɛ"
"don"は、主語を意味上の主格補語として措定文を作るコピュラである。基本的な用法として、"○△□ don."で「それは○△□である」を意味する。
Kɔra
コラ
finman
黒い
don.
それは～である
「それは黒いコラである」
（≒"O ye kɔra finman ye."）

この否定形はtɛ（bɛの否定形と同形だが別単語扱い）である。
Kɔra
コラ
finman
黒い
tɛ.
それは～でない
「それは黒いコラである（黒いコラがない）」
（≒"O tɛ kɔra finman ye."）

#### "bɛ/tɛ"
存在を表すコピュラ（～がある）。不完了のTAM標識と同形である。
Kɔra
コラ
finman
黒い
bɛ.
がある
「黒いコラがある」
Kɔra
コラ
finman
黒い
tɛ.
がない
「黒いコラがない」

これを利用し、所有を表現することができる。一般的に"△ bɛ □ bolo(またはfɛ)."「□は△を所有している」を表す。
Kɔra
コラ
finman
黒い
bɛ
がある
n
私
bolo.
を所有者として
「私は黒いコラを所有している」
他にも、 bɛを用いたイディオムは多く存在する。
Mura
風邪
bɛ
がある
n
私
na.
の上に
「私は風邪を引いている」
N
私
bɛ
がある
kɔra
コラ
fɛ.
によって
「私はコラがほしい」
ka不定詞と併用し、進行形などを表現することができる。
N
私
bɛ
がある
ka
～すること
taama.
歩く
「私は歩いている」
N
私
bɛ
がある
a
それ
fɛ
のために
i
あなた
ka
～すること
na.
来る
「私はあなたに来てほしい」

### ムード・モダリティ

#### 疑問文
疑問文は、文全体を"yala (yali)"と"wa"で挟むことで作られる。
Yala
～か？
Sidiki
シディキ
ye
～した
kɔra
コラ
di
与える
Nakayama
ナカヤマ
ma
に
wa?
～か？
「シディキはナカヤマにコラを与えたか？」
"yala"と"wa"はどちらも省略可能である。
- Yala Sidiki ye kɔra di Nakayama ma?
- Sidiki ye kɔra di Nakayama ma wa?

（いずれも同義）
基本的な返答は以下の通り。
- Awɔ.（はい）
- Ayi.（いいえ）

#### 命令文
命令相手が1人である場合は、助動詞の無い肯定文で命令のモダリティを表せる。
I kɔra di Nakayama ma!（（君、）ナカヤマにコラを与えよ！）
主語は省略可能である。
Kɔra di Nakayama ma!（同義）
命令相手が複数人である場合は、完了相の助動詞yeを用いた肯定文で命令のモダリティを表せる。
A ye kɔra di Nakayama ma!（（君たち、）ナカヤマにコラを与えよ！）

### 短縮形
短縮形も頻繁に用いられる。
Sidiki y'a di Nakayama ma.
<Sidiki ye a di Nakayama ma.

## 借用語
バンバラ語では、多くのフランス語系借用語が使われている。大半のフランス語系借用語には"-i"の音が付く。特にマリのバンバラ語では、伝統的に存在しなかった概念をフランス語系借用語で表す際に普遍的に見られる現象である。例えば、「雪」を意味する単語は"nɛzi"で、これはフランス語の単語"neige"（同義）に基づく。マリでは未だかつて雪が降ったためしがないため、バンバラ語には雪を表す固有語が存在しないのである。
また、都市部では、日常的な使用において多くの接続詞がフランス語系借用語に取って代わられてきた。これらはバンバラ語からフランス語へのコードスイッチングを伴うことも多い。

例えば、純粋なバンバラ語文では
N taara Kita
私はキタに行った
nka
しかし
mɔgɔ si tun tɛ yen.
そこには誰もいなかった
となるが、バマコ方言では、次のような文が使用される。
N taara Kita
私はキタに行った
mais
シカシ
il n'y avait personne là-bas.
ソコニハ誰モイナカッタ
（カタカナ部分はフランス語）
この他、フランス語の疑問副詞句「est-ce que」も使用され、3音節でゆっくりと[ɛsikə]と発音される。

## 音楽
ウム・サンガレ、アリ・ファルカ・トゥーレ、アビブ・コワテといったマリのアーティストたちは、バンバラ語で歌うことがよくある。スティーヴィー・ワンダーの「シークレット・ライフ」にはバンバラ語の歌詞が使われている。

## 方言
バンバラ語は多くの方言を擁する。
- サン方言 San (bam-san)
- Beledugu (bam-bel)
- Ganadugu (bam-gan)
- ソモノ方言 Somono (bam-som)
- ワスル方言 Wasulu (bam-was)
- セグ方言 Segou (bam-seg)
- シカソ方言、スィカソ方言 Sikasso (bam-sik)
- 標準バンバラ語（現代バンバラ語） Standard Bambara (bam-sta)

標準バンバラ語はマリンケ地方の端に位置するバマコ方言をベースとしており、主に大都市で話される。それゆえ、他の諸々の方言よりもバマコ方言に近いとされる。また、セネガル東部のダカール・バマコ鉄道沿線で「電車バンバラ語」と呼ばれる変種が共通語として使用されている点は注目に値する。